# Cynortula peruviana
Cynortula peruviana is een hooiwagen uit de familie Cosmetidae.